# Contatado
Contatados (português brasileiro) ou Contactados (português europeu) são pessoas que afirmam terem tido experiências de contato com extraterrestres. Os contatados tipicamente relatam que lhes foram dadas mensagens e/ou profunda sabedoria por seres extraterrestres, e que foram compelidos a compartilhar essas mensagens. Estes alegados encontros são frequentemente descritos como permanentes, mas alguns contatados afirmam terem tido poucos ou um único encontro.
Como um fenômeno cultural, talvez os contatados tenham tido maior notoriedade entre o final da década de 1940 e o final da de 1950, porém as pessoas continuam a fazer afirmações semelhantes no presente, como o líder de seita suíço Billy Meier. Alguns partilharam as suas mensagens com pequenos grupos de seguidores, e muitos têm falado ou emitido boletins em convenções UFO.
As histórias de contatados contêm muito material que não resistiu ao teste do tempo, tal como afirmações de que existem planetas desconhecidos dentro deste sistema solar, ou que os planetas do nosso sistema solar são habitados pelos chamados "irmãos espaciais", seres fisicamente semelhantes aos seres humanos, mas mais evoluídos espiritualmente.
As afirmações dos contatados geralmente são diferentes daqueles que alegam abdução alienígena, em que, enquanto os contatados geralmente descrevem experiências benéficas envolvendo alienígenas com aparência humana, raramente os abduzidos descrevem suas experiências de forma positiva.

## Lista de Contatados & Abduzidos
Aqueles que alegam serem contatados incluem:
(NOTA: A lista abaixo não faz distinção de contatados e abduzidos!)
| - Alex Collier - George Adamski - Zigmund Adamski - Wayne Sulo Aho - Cedric Allingham - Orfeo Angelucci - Truman Bethurum - Albert Coe - James Cooke - Carlos Diaz - Daniel Fry - James Gilliland - Calvin C. Girvin - Brigitte Grant - Gabriel Green - Steven M. Greer - David Hamel - Betty Hill & Barney Hill - Dana Howard - George King - Phillip Krapf | - Dino Kraspedon (aka Aladino Felix) - Gloria Lee - Nancy Lieder - Oscar Magocsi - Dan Martin - Riley Martin - Billy Meier - Howard Menger - Bonnie Meyer - Buck Nelson - Elizabeth Klarer - Urandir Fernandes de Oliveira - Maike Sierra - Ted Owens - Reinhold O. Schmidt - Sun Ra - Whitley Strieber - Frances Swan - George Van Tassel - Samuel Eaton Thompson - Claude Vorilhon - George Hunt Williamson - Dwight York |